# Povl Falk-Jensen
Povl Falk-Jensen (født 26. juli 1920 i København, død 25. april 2019) var en dansk frihedskæmper. Kendte dæknavne var "Eigil" og "Stig". Han blev spejder og senere medlem af Konservativ Ungdom. Faderen, der havde samme navn, var konservativt medlem af Folketinget. I 1939 blev han soldat og endte i artilleriet som kornet. Han kom via KU ind i illegalt bladarbejde i ”Hjemmefronten”, men efter 29. august 1943 søgte han sammen med nogle kammerater ind i sabotagearbejde, og de kom ind i sabotageorganisationen ”Holger Danske”. I august 1944 blev han chef for afdeling ”John”, der senere skiftede navn til afdeling ”Eigil” efter hans illegale dæknavn. Afdeling ”Eigil” forsatte frem til Befrielsen med sabotagehandlinger og likvideringer af stikkere. I sit civile liv var han bankassistent.
Som det sidste stod han sammen med 7 andre fra Holger Danske for likvideringen af
frisørægteparret Hildur Ruth Nielsen (24. august 1906 – 7. maj 1945) og Yngve Marinus Nielsen (26. oktober 1911 – 7. maj 1945). De var stikkere og blev likvideret i Geels Skov ved Holte, 2 dage efter befrielsen. Povl Falk-Jensen skød og dræbte elleve stikkere i sin tid som modstandsmand og leder af likvideringsafdelingen i sabotageorganisationen Holger Danske.
I 2009 udgav han med hjælp fra Frihedsmuseets Forlag bogen: "Holger Danske : Afdeling "Eigil"" hvori der fortælles om oplevelserne i modstandsorganisationen Holger Danske.